# تشارلز نيوتن (لاعب كرة قدم أمريكية)
تشارلز نيوتن (بالإنجليزية: Charles Newton)‏ هو لاعب كرة قدم أمريكية أمريكي، ولد في 15 نوفمبر 1916 في Randolph Township, Tippecanoe County, Indiana ‏ في الولايات المتحدة، وتوفي في 5 أبريل 1994 في سياتل في الولايات المتحدة.

## وصلات خارجية
- تشارلز نيوتن على موقع مرجع كرة القدم المحترفة.كوم (الإنجليزية)